# 七日委员会
七日委员会，英文Hebdomadal Council，是牛津大学曾经的最高管理机构。委员会建立于1854年，后来在2000年米迦勒学期废除，被大学委员会取代。根据法规，七日委员会管理牛津大学财务财产，大学行政管理以及对外关系。学术的日常管理交给 General Board of the Faculties,七日委员会则进行监督。
七日委员会有18人，经选举产生。七日委员会有發起決議和法規的特權，這是為了提交審批的會員。在大學方面，每兩個星期會舉行了一次會議，其中兩次在長假期中。
七日委员会的传统是严格的一周一次会议，这也是其名称的来源（英文Hebdomadal）。即便有特殊情况需要加开会议，加开的会议还是会和一次周例会连在一起。